# Fiat 2000
A Fiat 2000 az olasz hadsereg nehéz harckocsija volt az első világháború után. Korának egyik legmodernebb és legnehezebb tankjának számított. Tervezését 1915-ben Luigi Caselli kezdte, az első példányok legyártására azonban 1918-ig kellett várni, így a harcokban már nem vehettek részt.
A harckocsi körkörös védelmét hat darab Fiat típusú géppuska biztosította, forgatható tornyában pedig egy 65 mm-es ágyút helyeztek el, melynek forgatását a lövész önerőből végezte. A toronyforgatáshoz nem volt külön hajtókar vagy kapaszkodó, hanem a lövegnek támaszkodva kellett azt mozgatni. A futóművet önálló páncélzat védte, így a küzdőtér tulajdonképpen kettős páncéllal rendelkezett.

## Egyéb adatai
- Üzemanyagfogyasztás: 800 l/100 km
- Üzemanyagtartály: 600 l
- Mászóképesség: 40°
- Árokáthidaló képesség: 3 m
- Lépcsőmászó képesség: 0,9 m
- Gázlóképesség: 1 m